# Fakti i kommentari
Fakti i kommentari (ukrainsk: Факты и комментарии, Fakta og kommentarer) er den største ukrainske avis med et oplag på over 1,1 millioner.
Avisen udgives i tabloidformat, er udkommet siden august 1997, baseret i Kyiv og gengiver nyheder og laver interviews. Den ejes af milliardær Viktor Pinchuk (Віктор Пінчýк).